# Villa Schütte (Schwachhausen)

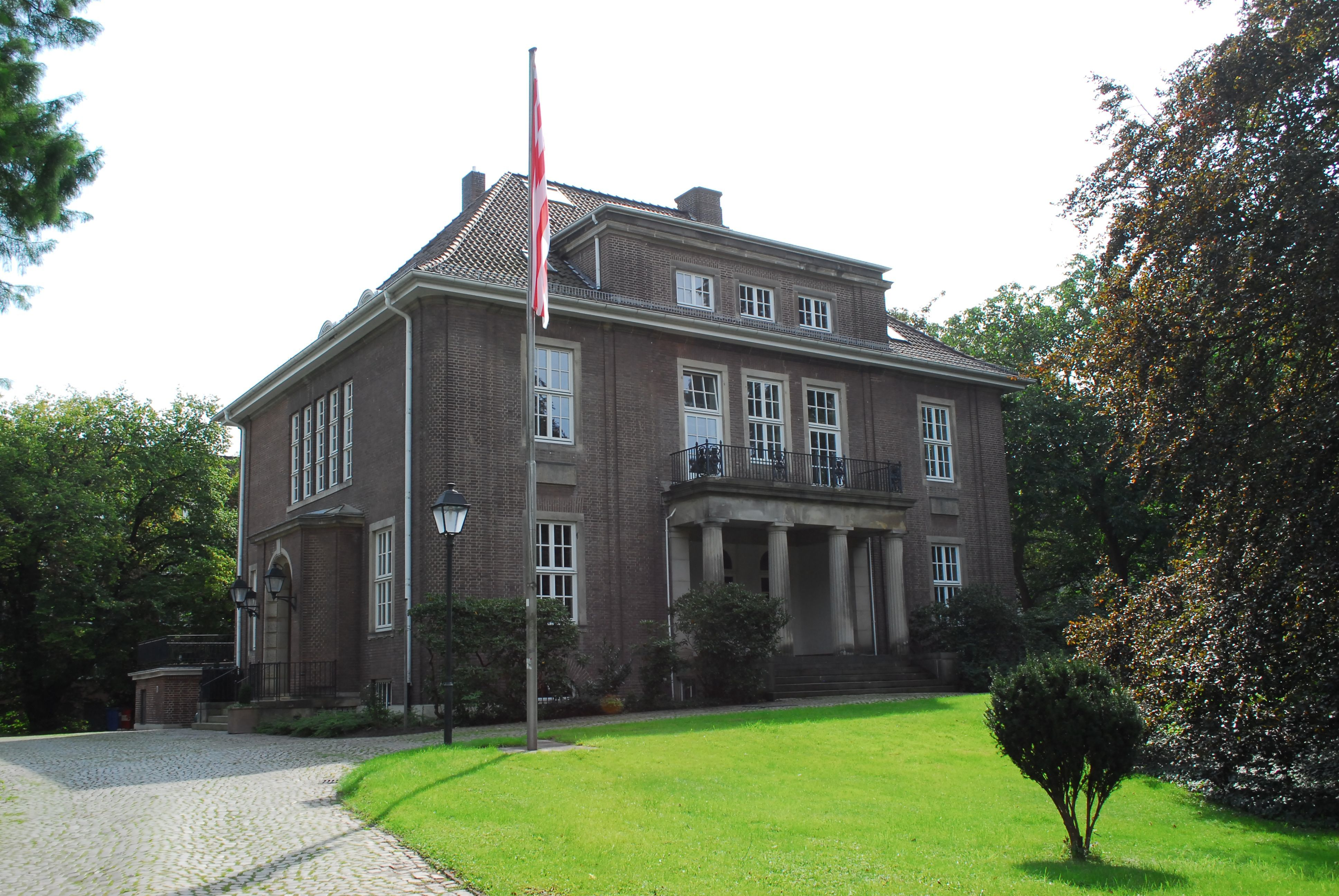
Villa Schütte in Schwachhausen

Die Villa Schütte in Bremen, Stadtteil Schwachhausen, Ortsteil Gete, Schwachhauser Heerstraße 67, entstand 1915 nach Plänen von Rudolf Alexander Schröder. Dieses Gebäude steht seit 1993 unter Bremer Denkmalschutz, jedoch nicht der rückwärtige Anbau.

## Geschichte
Die repräsentative neoklassizistische zweigeschossige Villa mit einem Walmdach und dunklem Klinkermauerwerk wurde von 1914 bis 1915 in der Epoche der Jahrhundertwende für den Kaufmann Gustav Albrecht Schütte, Neffe von Franz Ernst Schütte, errichtet. Der Architekt und Schriftsteller Schröder war auch für die Innenarchitektur verantwortlich. Die Bauführung lag in den Händen des Architekten Rudolph Leymann im Büro Wilhelm Blanke. Markant ist der dreiachsige Eingangs-Portikus mit dorischen Säulenkapitellen.
1947 besaß das Wirtschaftsamt Bremen das Gebäude und baute äußerlich unauffällig Keller- und Dachgeschoss um. Bis 1952 folgte eine separate Kraftwagenhalle. 1956 wurde erneut das Dachgeschoss ausgebaut mit erheblichen Veränderungen an der Gartenseite. Ein späterer viergeschossiger rückwärtiger Neubau beeinträchtigt die früher freistehende Villa sehr stark.

Aktuell (2017) wird das Haus für Büros und eine Praxis genutzt.
Das Landesamt für Denkmalpflege Bremen  befand: „Das Gebäude gehört einem Grundtypus an, der um diese Zeit in Bremen in zahlreichen Varianten häufig vorkommt. … (es) zählt zu den aufwendigsten und originellsten Vertretern dieses Typs.“ 
Hinweis: In Bremen-Horn-Lehe steht eine weitere Villa Schütte (Horn), die für den Kaufmann Albrecht Franz Schütte (Sohn von Franz Ernst Schütte) gebaut wurde.